# Google カレンダー
Google カレンダー（グーグル カレンダー）は、Googleが提供する無料の時間管理ウェブアプリケーションである。2006年4月13日にスタート。2009年7月までベータ版だった。ユーザーはソフトウェア使用するためにGoogle アカウントを取得する必要がある。

## 機能

### インターフェイス
このアプリケーションはケビン・フォックス（GmailやGoogleリーダーのセカンドバージョンの設計を手がけた）の設計で、Microsoft Outlook、macOSのiCalのようなデスクトップカレンダーアプリケーションと同種である。Ajaxで作成されたインターフェイスはユーザーによる閲覧、追加やページを再ロードすることなくイベントを別の日にドラッグ・アンド・ドロップすることを可能にする。また、週ごと、月ごと、予定表といった閲覧モードや表示する日数を設定するカスタム閲覧モードにも対応している。

### 内容へのアクセス
イベントはオンラインに保存されるため、カレンダーはインターネットアクセス出来る場所なら何処からでも閲覧できる。従ってもし自身のハードドライブが壊れた場合でもデータが失われることは無い。またこのアプリケーションはMicrosoft Outlookのカレンダーファイル(.csv)、iCalendarのファイル（.ics、デ・ファクトのオープンカレンダーファイルフォーマット）をインポートすることができる。複数のカレンダーはユーザーの数種類のパーミッションレベルを許容する形で追加したり共有したりすることができる。これによってグループ間での協働作業やスケジュールの共有が可能になる。特定のアカウントにインポートされる一般的なカレンダーは数種類の国の国民の休日が含まれている。ユーザーはまた定期的にアップデートされる"live" iCalendar URLを追加することもできる。

### カレンダーの共有
Googleカレンダーは同じ閲覧で複数のカレンダーを作成し表示できる。共有されている各カレンダーは閲覧のみかフル編集コントロールか、編集も特定のユーザーか全ての人（一般公開カレンダーとして）に許可するか設定できる。2009年2月、Googleは検索フィールドから「Search Public Events」ボタンを削除する形で一般公開カレンダーを検索するオプションを終了した。またメンテナンスやユーザービリティの問題によるとして一般公開カレンダーギャラリーも終了した。Googleは既知のカレンダーのURLもしくは友達への電子メールリクエストを通した「Interesting Calendars」機能を通したカレンダーの追加を提案した。日々のTo Doタスクは現在ユーザー間で共有できない。

### 端末との同期
現在GoogleカレンダーはGoogle Syncを使って多くの携帯端末（BlackBerry、Palm、iPhone、Pocket PCなど）やサードパーティソフトウェア経由のPCアプリケーション（Microsoft Outlookなど）やアップルのiCal’iCal 3.x以降でiCal 4.xでフル対応）と同期することができる。

### Googleのサービスへの統合
Google カレンダーはGoogleによる数種類のサービスと統合することができる。:
- Gmail - GoogleのWebメールサービス。トリガーワード（「会議」もしくは日付と時間）の含む電子メールが来た時、「カレンダーに追加」ボタンで自動的に並んで表示される。
- Googleデスクトップ - WindowsやmacOSに対応したGoogleのデスクトップ検索ソフトウェア。ミニカレンダーガジェットでブラウザを開くこと無く自身の予定表を見ることができる。自身のデスクトップに配置することも出来ればサイドバーにドッキングさせることもできる。

### GVENTコードを経由したSMSを使用してのアップデート
アメリカ合衆国における対応している携帯電話キャリアに限られるがGoogleカレンダーのGVENT機能でユーザーはSMSを通してイベントを新しく作成したりカレンダーの情報をチェックすることができる。

### 2009年に導入された機能
2009年3月4日、Googleカレンダーはオフラインサポートを、同年5月13日にはto-doリストの提供もそれぞれ始めた。

## 互換性
Googleカレンダーがウェブ型アプリケーションである理由として、オペレーティングシステムに必要なウェブ技術に対応しているブラウザがある場合事実上任意のオペレーティングシステムで動作させることができるためである。
またカレンダーデータをパーラメントなHTTP URLで構築されるiCalendarデータを通して一般公開かプライベート（推測困難）のアドレスとしてエクスポートできる。これはWebcalに類似している。データはEvolution、Windows Vista（購読機能を使用）のWindows Calendarなど他の多くの間で統合することができる。カレンダーの位置のウェブリンクはプライベートアドレスセクションのGoogleカレンダー設定で見つけることができる。
GoogleカレンダーはiCal 3.x.を使うCalDAVにも対応している。CalDAVはiCalの使用に対応している。

## 一貫性・信頼性
他のクラウドコンピューティングアプリケーションのようにGoogleカレンダーへの変更は全てのユーザーにとってすぐ見えるようになっている。これはユーザーの行動無しで新機能を追加できるだけでなくユーザーによるアップデートの拒否ができない状態で新たなバグが全ユーザーにロールアウトされてしまう。2010年3月18日のアップデートで追加されたスマートリスケジューラー機能では実在しないユーザーを自動で招待し、セカンダリカレンダーでイベントが生成され編集される問題が発生した。にもかかわらずGoogleは修正版提供に集中する代わりに更新をロールバックしないことを選んだ。ユーザーの報告によれば修正されたのは5日後の23日だったという。

### 他の批判
Googleカレンダーの多くのユーザーはアプリケーション側でタイムゾーンが正しく処理できておらず、Google側がその問題の解決に消極的であることを批判していた。2010年12月まで特定のイベントの開始終了時間をタイムゾーンに関連付ける方法は無かった。理由はユーザーの現タイムゾーン外でイベントをスケジュール使用とした時にこの問題に見舞われたためである。2010年12月始め、Googleはイベントにタイムゾーンを関連付けられるようにする部分的な修正を行ったが、旅行の日程などに合わせた各タイムゾーンに合わせた表示ができない問題は残っている。
また、イベントの暫定的な日時設定に対応しておらずMicrosoft Outlookとの同期の時に問題を起こす可能性がある。
月表示のデザインは片面印刷ページに最適化されているが、フルアポイントメントのタイトルを見るためのテキストラッピングが欠いてしまうという問題がある。多くのユーザーはこのことに関して不満を持っている。この問題を解決するには他のアプリケーションでGoogleカレンダーのデータをテキストラッピングに完全対応させるために変換する必要がある。